# Pim Lier
Albrecht Willem (Pim) Lier (Scheveningen, 22 juli 1918 – Almelo, 9 april 2015) was een Nederlands jurist en advocaat en procureur. Hij werd bekend als vermeende buitenechtelijke zoon van prins Hendrik, de echtgenoot van koningin Wilhelmina. Hij werd na de openbaarmaking daarvan voorzitter van de Centrumpartij en werd tot een gevangenisstraf veroordeeld na de moord in 1986 op zijn echtgenote. Vanwege zijn vermeende koninklijke afkomst werd hij wel 'King Lier' of 'King Lear' genoemd.

## Afkomst
Lier werd in 1918 in Scheveningen geboren als Albrecht Willem Wenneker, buitenechtelijke zoon van de weduwe Mien Abbo-Wenneker. Zijn vader was naar Liers eigen zeggen prins Hendrik, de echtgenoot van koningin Wilhelmina. Prins Hendrik zou Mien Abbo  ontmoet hebben bij zijn masseur, die praktijk hield in haar woonhuis.
In 1919 huwde luitenant Jan Derk Lier met Mien Abbo-Wenneker, waarbij hij Pim erkende als zijn zoon. Lier senior zou hiervoor volgens Pim Lier honderdduizend gulden ineens en een maandelijkse vergoeding van duizend gulden hebben ontvangen. De maandelijkse bijdrage zou al snel zijn gehalveerd door François van 't Sant. Mien Lier zou die 500 gulden hebben ontvangen tot aan haar dood in 1973.
Het bestaan van een vermoedelijke halfbroer werd in 1979 onthuld door historicus Loe de Jong in deel negen, pagina 822, van zijn Het Koninkrijk der Nederlanden in de Tweede Wereldoorlog. De Jong noemde de namen 'Elisabeth Le Roi' als de minnares van prins Hendrik en 'Henry' als hun zoon. Journaliste Jos Hagers van dagblad De Telegraaf vond Lier na een zoektocht van twee weken. Het ging daarbij om een andere halfbroer dan door De Jong werd bedoeld. Henk van der Meijden interviewde hem vervolgens voor de televisie.
Lier verklaarde door de koninklijke familie als lid erkend te worden. 

## Politieke carrière
De volgende jaren solliciteerde hij naar de positie van commissaris van de Koningin van de provincie Noord-Brabant. In 1984 sloot hij zich op aanraden van zijn echtgenote aan bij de Centrumpartij, waarvan hij voorzitter werd. In 1986 stapte hij uit de partij na een reeks van conflicten.

## Veroordeling
Lier werd in 1987 door de rechtbank in 's-Hertogenbosch tot een gevangenisstraf van 4,5 jaar veroordeeld wegens faillissementsfraude en de moord op zijn 59-jarige echtgenote. Naar eigen zeggen had hij zijn vrouw de 'sociale afgang' willen besparen die zou volgen als de fraude aan het licht zou komen.

## Na de vrijlating
Lier schuwde sinds zijn vrijlating alle publiciteit, wat soms leidde tot speculaties dat hij zou zijn overleden. Volgens een artikel in het Brabants Dagblad woonde hij in 2009 in Almelo. Hij overleed in 2015 op 96-jarige leeftijd.